# Simaixki

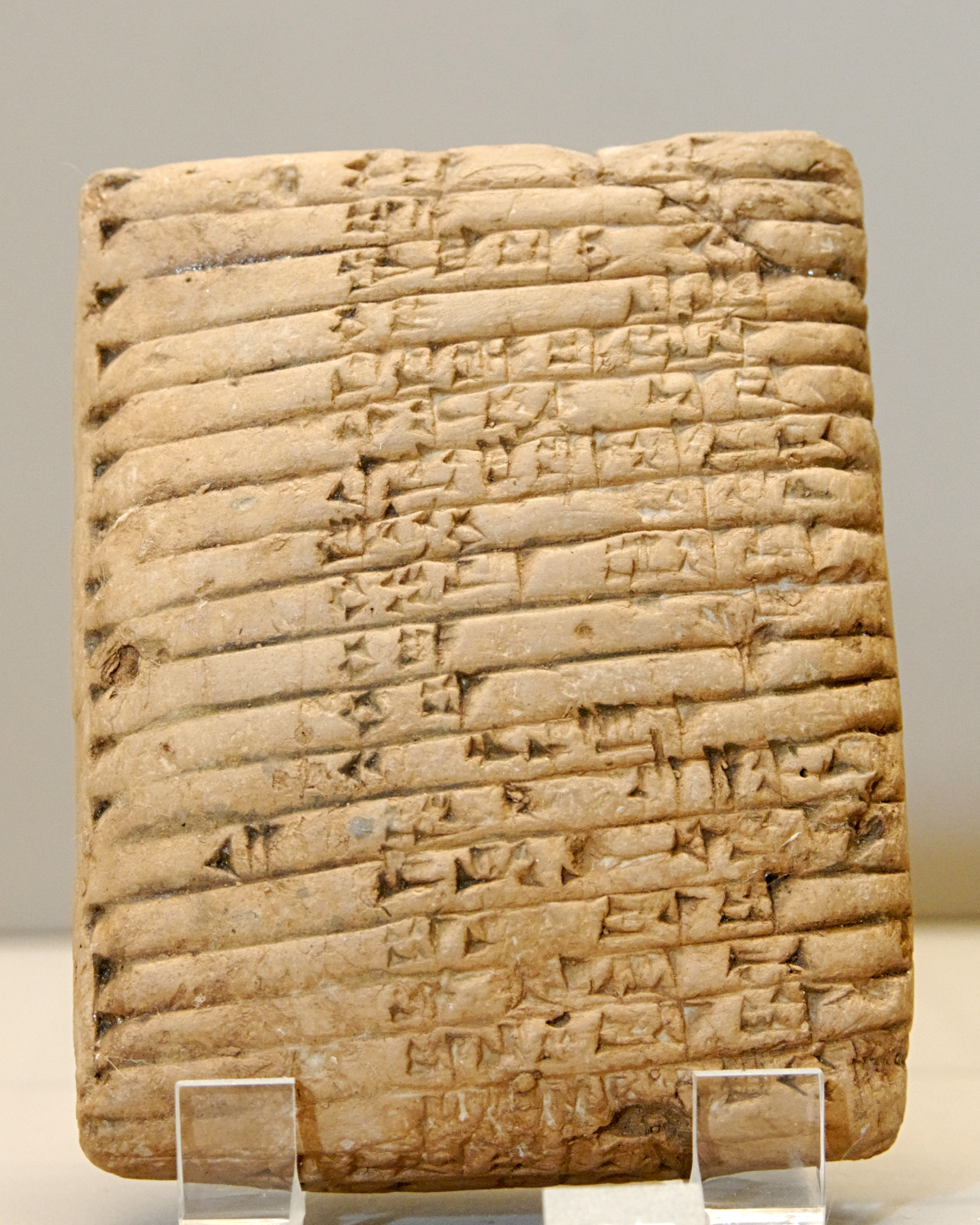
Tauleta cuneïforme amb el llistat de reis d'Awan i Simaixki (Museu del Louvre).

Simaixki va ser un regne de la regió d'Elam, a l'oest de Susa (a l'actual Iran), també anomenat Simaix o Kimaix. La dinastia de Simaixki o Shimaix o Ximaixki que va regnar potser de l'any 2100 aC al 1970 aC, governava Elam (Anxan), Susa, Simaixki i Awan. Dels dotze reis de la llista trobada a Susa, nou estan documentats també per altres fonts.
Al començament hi va haver durs enfrontaments amb els sumeris d'Ur, que es van alternar amb períodes de pau i enllaços matrimonials com el de 2063 aC entre una filla de Xulgi i el rei d'Anxan, o un altre celebrat potser el 2035 aC entre una filla de Xu-Sin d'Ur i un príncep d'Anxan, trencat aviat quan Ur va fer expedicions (dues almenys) en direcció a la regió de la mar Càspia. Cap a l'any 2028 aC va pujar al tron d'Ur Ibbi-Sin (o Ibbisin) i la Tercera dinastia d'Ur va començar a perdre territoris. Al començament Ur encara va poder mantenir la influència en un territori en la línia entre Arbela i el golf Pèrsic. El 2004 aC, el sisè rei elamita de Simaixki i Kindattu es van aliar amb el rei de Susa i conjuntament van conquerir Ur cap al 2003 aC i es van emportar presoner al rei Ibbi-Sin. Poc després Eridu i Uruk van ser conquerides però circa el 1998 aC Simaixki va perdre Uruk, Ur i Eridu a mans d'Isin.
El rei de Simaixki que formava part d'una anomenada dinastia de Simaix o simàixquides, va governar Elam un temps però una branca que governava els territoris occidentals, establerta a Susa, els epàrtides, el van derrocar. Aquesta branca va acabar governant també a Simaixki, reunint tot Elam fins gairebé al final del 1600 aC.

## Llista de reis
Es coneix una llista amb el nom de dotze reis de Simaixki, que es troba entre la llista de reis d'Elam. No se sap amb certesa en quins anys van regnar aquests reis ni si l'ordre donat és el que van tenir en els seus regnats. L'època de la dinastia es correspon amb la part mitjana del període antic elamita (c. 2700 aC - c. 1600 aC).
- Girnamme o Gir-Namme (segle xxi aC)
- Lurak-lukhkhan o Enpi-Luhhan (segle XXI aC)
- Eparti I
- Tazitta II
- Tan-Ruhurater I (Tan-Rukhurater)
- Kindattu (Khubasiumti)
- Hutran-tepti I o Khutrantemti
- Idaddu I (Indattu-Inshuixinnak I)
- Tan-Ruhurater II (cap a l'any 2000 aC)
- Idaddu II o Indattu-Inxuixinnak II (segle xix aC)
- Idaddu-Napir o Indattu-Napir (segle XIX aC)
- Idaddu-Temti o Indattu-Tempt (segle XIX aC)